# Bahâ’ al-Dîn Sâm II

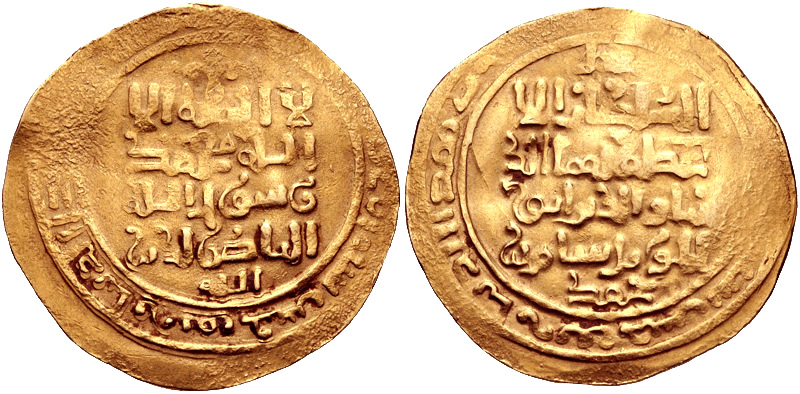
Moneda de Baha al-Din Sam II, el gobernante Ghurid de Bamiyán.

Baha al-Din Sam II (persa: بهاء الدین سام), fue sultán de la dinastía gúrida de 1212 a 1213. Fue el hijo y sucesor de Ghiyâth al-Dîn Mahmâd.

## Biografía
Baha al-Din Sam II era el hijo de Ghiyâth al-Dîn Mahmâd, quien fue asesinado en 1212. Después del asesinato de Ghiyath, Baha al-Din Sam II ascendió al trono Gúrida. Un año después, sin embargo, fue capturado por el Shah Jorezmita de Corasmia, Mohamed II. Luego fue sucedido por su pariente ‘Alâ’ al-Dîn Atsiz.